# 李標 (明朝)
李標（1582年—1636年），字汝立，號建露、建霞，京師真定府高邑縣（今河北省高邑縣）人，明朝内阁首辅。

## 生平
年十五補弟子员，師從同邑趙南星。萬曆三十一年（1603年）癸卯科鄉試舉人，萬曆三十五年（1607年）登進士，改庶吉士，授翰林院檢討。萬曆三十八年（1610年）升任編修。泰昌年間，累遷少詹事。天啟年間，升任禮部右侍郎，協理詹事府。因為他師從趙南星，而被閹黨歸為東林黨。李標擔心受禍，於是借病歸鄉。
崇禎帝即位后，拜禮部尚書兼東閣大學士。崇禎元年（1628年）三月入朝。不久，升任首辅。同年冬，韓爌還朝，李標讓為首輔。崇禎三年（1630年）韓爌被罷免，李標再任首輔，累加至少保兼太子太保、戶部尚書、武英殿大學士。同年三月辭職。家居六年卒，年五十五，贈少傅，諡文節。

## 評價
陳盟《崇禎內閣行略》:「公居心正直，協公秉政，素毘倚任，時論推之，故雍容引退為差勝云。」
《明史.李標傳》:「庄烈帝在位仅十七年，辅相至五十馀人。其克保令名者，数人而已，若标等是也。」

## 家族
曾祖李舉。祖父李瑜。父李五倫，通判。嫡母袁氏，生母趙氏。慈侍下。弟李核、李柱。